# Bataille de la forêt de Cosmin
Guerre polono-ottomane (1485-1503)
La bataille de la forêt de Cosmin est l’épisode majeur du conflit entre la Moldavie et la Pologne, qui opposa le prince moldave Étienne III de Moldavie au roi de Pologne Jean Ier Albert Jagellon en 1497. Elle eut lieu dans le Nord de la Moldavie, dans la forêt de Cosmin (ro) couvrant les collines entre Adâncata sur la rivière Siret et Cernăuți sur la rivière Prut. Le site se trouve aujourd'hui en Ukraine, dans l’oblast de Tchernivtsi. La bataille fut gagnée par les Moldaves.

## Contexte
Depuis 1387, la Moldavie était vassale et alliée de la Pologne, entrée en guerre contre l'Empire ottoman depuis 1485. Voyant son vassal le voïvode Étienne III de Moldavie prêter allégeance à la Hongrie et accepter de payer tribut à son ennemi l’Empire ottoman, le roi de Pologne Jean Ier Albert Jagellon réagit : il assiège la capitale moldave Suceava du 26 septembre au 16 octobre, sommant Étienne de réserver son allégeance à la seule Pologne.
Étienne III négocie avec Jean Ier Albert, le rassure et obtient le retrait des troupes polono-lituaniennes vers Lwów, mais le souverain polonais ne lui fait pas confiance et marche sur Siret. Étienne le suit et surprend Jean le 30 octobre 1497, à Cernăuți sur le Prut où les Moldaves dispersent l’armée polonaise, taillée en pièces à Sipinţi.

## Déroulement
Fin 1497, Jean Ier Albert rassembla à nouveau 80 000 hommes et attaqua la Moldavie par Hotin (aujourd’hui Khotyn en Ukraine) sans prendre la forteresse moldave, ce qui s’avéra une erreur fatale, mais se dirigea directement vers la capitale Suceava. Étienne III pratiquant la politique de la terre brûlée, l’ost polonaise ne put s’approvisionner et Jean fut obligé de lever le siège le 16 octobre.

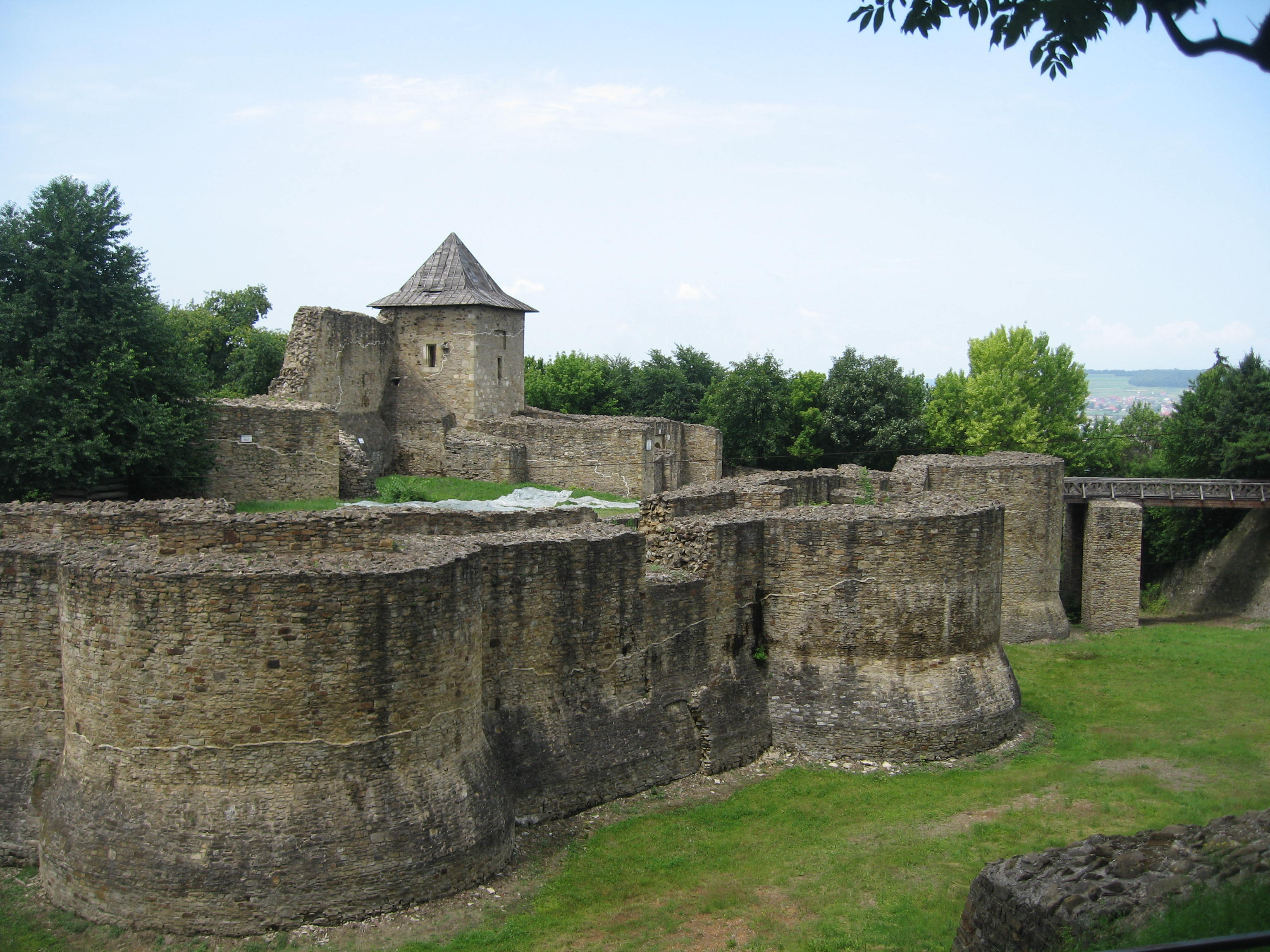
Ruines de la forteresse de Suceava.

Étienne III permit aux polonais de se retirer en sécurité, à condition de rentrer en Pologne par la route qu’ils avaient suivie pour venir. Jean accepta officiellement, mais prit une route différente, pensant que respecter l’accord entraînerait la mort pour son armée affamée. Le 26 octobre, Étienne lui tendit une embuscade dans la forêt de Cosmin (ro). Incapables de déployer leur cavalerie lourde en terrain forestier et confiné, les Polonais s’enfuirent après une bataille de 3 jours. Ce n’est qu’une fois parvenue en terrain découvert que l’armée polonaise trouva des approvisionnements, reprit un peu d’ordre et finit par regagner la Pologne.

## Conséquences
Le 22 juin 1498, Étienne dépasse ses frontières et entre en Podolie où il incendie plusieurs forteresses polonaises et d’où il emmène des milliers de familles orthodoxes, en butte à la domination de l’aristocratie catholique polonaise, pour les installer en Moldavie septentrionale dans les territoires qui formeront, à partir de 1940, l’oblast de Tchernivtsi : c’est le début de la présence ukrainienne dans cette région. Étienne III signe un traité de paix avec la Pologne le 12 juillet 1499 : c’est la fin de la vassalité et de l’alliance polonaise pour la Moldavie qui entre dès lors dans la sphère d’influence ottomane, sans cependant devenir une province de cet empire.